# ينغي كندي
ينغي كندي هي قرية في مقاطعة تبريز، إيران. عدد سكان هذه القرية هو 1,411 في سنة 2006.